# STS-48
STS-48 var den fyrtiotredje flygningen i det amerikanska rymdfärjeprogrammet och den trettonde flygningen med rymdfärjan Discovery. Den sköts upp från Pad 39A vid Kennedy Space Center i Florida den 12 september 1991. Efter drygt fem dagar i omloppsbana runt jorden återinträdde rymdfärjan i jordens atmosfär och landade vid Edwards Air Force Base i Kalifornien.
Flygningens huvudsyfte var att placera satelliten Upper Atmosphere Research Satellite (UARS) i omloppsbana runt Jorden.